# المثقب العبدي
المُثقِّب العَبدِي (71-36 ق.هـ/553-587 م) هو العائذ بن محصن بن ثعلبة، من بني عبد القيس، من ربيعة. شاعر جاهلي، من أهل البحرين، عاصر الملك عمرو بن هند وله فيه مدائح ومدح النعمان بن المنذر. في شعره حكمة ورقة. ذكر ابن قتيبة الدينوري أنه سمي بالمثقَّب لأنه قال:
من شعره: